# Osman Pazvantoğlu
Osman Pazvantoğlu (1758 – 17. února 1807 Vidin) byl osmanský derebej, který nezávisle vládl oblasti kolem Vidinu od roku 1795 až do své smrti v roce 1807. Byl považován za nejvýznamnějšího vládce Vidinského sandžaku během období osmanské nadvlády před Midhat pašou.

## Původ a raná léta
Informace o původu a raných letech Osmana Pazvantoğlua pocházejí převážně z relativně pozdních zdrojů a jsou omezené. Místo jeho narození není jisté, je uváděn Vidin, ale také Albánie. Podle francouzského důstojníka Meriage, který navštívil Vidin krátce po Pazvantoğluově smrti, se narodil v roce 1758 a jeho rodiče byli bosenští konvertité z Tuzly. Srbský historik Stojan Novaković se dokonce domnívá, že rodina udržovala styky se svými tamějšími křesťanskými příbuznými. Bulharská historička Vera Mutafčieva zpochybňuje, že by jeho rodina byla ve Vidinu usazena jen krátce, a poukazuje na její zdejší značné majetky a četné rodinné a obchodní kontakty s představiteli místní elity.
Je známo, že Osmanův děd Ibrahim byl strážným v Sofii a příjmení pochází z tureckého pasban-oğlu – „syn strážce“. Osmanův otec, Ömer Pazvantoğglu, se usadil ve Vidinu v roce 1739 a byl prominentním janičářem. Podle dokumentu z roku 1764 patřil k 31. janičářskému pluku. Ve stejném roce 1764 byl však z nějakého důvodu přeložen z Vidinu a přestěhoval se i se svou rodinou do Bělehradu. Je možné, že důvodem byla příprava povstání proti sultánské moci, z níž se vzhledem ke svému velkému bohatství a vlivu snažil Ömer vymanit. Ömer každopádně svěřil správu svého nemalého majetku (mlýny, statky a celé vesnice) jinému janičáři Veli Yusufovi.

## První povstání
Co přesně se s rodinou stalo v následujících letech, není známo, ale v roce 1775 se vrátili do Vidinu a v roce 1787 byl Ömer opět agou 31. janičářského pluku. Z roku 1787 se dochoval rozkaz velení janičářského sboru velitelům Vidinu a Bělehradu zatknout devět janičářů, včetně jejich vůdců Ömera a Osmana Pazvantoğlua, pro přípravu povstání. Ömer byl odsouzen a popraven a 5. června 1788 byl jeho majetek jako zadlužený rozprodán. Protože hlavními kupci byli rodinní příslušníci včetně Osmana, šlo nejspíš o zinscenovanou transakci s cílem vyhnout se konfiskaci majetku. Ústřední úřady vyslaly do Vidinu svoje pověřence a v následujících měsících zemřelo několik místních předáků spřízněných s rodinou, včetně Veli Yusufa. Zdá se, že navzdory výslovným příkazům k popravě se Osmanu Pazvantoğluovi podařilo uniknout z města.
V dalších letech se informace o Osmanu Pazvantoğluovi týkají především různých transakcí, k nimž se ve vidinském archivu dochovaly dokumenty. Tak v roce 1792 koupil dvě usedlosti a velkou zahradu a od Cikánů v sandžaku odkoupil džizju. Mezitím, s koncem rakousko-turecké války v letech 1787 – 1791 a stažením osmanské armády z oblasti, centrální vláda do značné míry ztratila kontrolu nad Vidinem, kde se ukrývalo mnoho lidí hledaných úřady, jako například předáci Ismail Trısteniklioğlu z Ruse a Küçuk Hasan ze Sevlieva. Sultánův rozkaz vystěhovat janičáře z pohraničních pevností vyvolal v Bělehradě masovou vzpouru janičářů a mnoho jejich vůdců se uchýlilo do Vidinu.
8. května 1792 zaútočil Osman Pazvantoğlu pěchotou a dělostřelectvem s podporou vidinských a bělehradských janičářů na vidinskou pevnost a sídlo sandžak-beje Izeta Ahmeda paši. Přestože se pokus nezdařil a jeho účastníci byli odsouzeni k vyhnanství, byli v prosinci omilostněni, protože úřady nemohly rozsudek vykonat. Počátkem roku 1793 vyslal Pazvantoğlu k povstalým bělehradským janičářům posily – své vojáky z Vidinska a stovky zmobilizovaných rolníků od Zaječaru – kteří se účastnili ofenzívy v Pomoraví a dobytí Požarevace.
26. května 1793 dostal Mohyeddin, nový velitel janičářů vyslaný do Vidinu, od vlády instrukce tajně zorganizovat atentát na Osmana Pazvantoğlua, ale ve městě to vešlo ve známost a pokus se neuskutečnil. Krátce nato přijel do Vidinu nový vládní emisar Ibrahim s příkazem k dopadení Osmana a jeho předvedení k soudu. Ale místní úřady ho odmítly zatknout, protože se odvolával na prosincovou milost. Z tohoto důvodu vydal sultán Selim III. nový firman k jeho popravě, ale mezitím se Pazvanoğlu ukryl. Sultán 11. července dalším příkazem nařídil posádce, aby prohledala okolí a zajala ho. Dne 3. srpna zaslali prominentní vidinští janičáři do Istanbulu petici, aby nebyl stíhán, protože šlo o pomluvu. V reakci na to vyslala vysoká porta nového vyslance, Kolçaka Mustafa agu, který potvrdil, že Osman Pazvantoğlu je omilostněn a že příkazy k jeho popravě byly zrušeny. Omilostněna byla i řada prominentních bělehradských janičářů, odsouzených do vězení, kteří později patřili k jeho blízkým společníkům.
Snahy vlády odstranit Osmana Pazvantoğlua v průběhu roku 1793 neovlivnily jeho obvyklé obchodní aktivity a v soupisech se zachovaly doklady o jeho transakcích s nemovitostmi. Ve stejné době se Vidinsko stalo základnou bývalých bělehradských janičářů, vedených Karou Hasanem, kteří odtud podnikali nájezdy k Požarevaci a k Berkovici, což donutilo úřady vyzbrojit místní obyvatelstvo včetně křesťanů. Koncem roku zůstával Niš nejseverozápadnějším městem, nad kterým měla osmanská vláda pevnou kontrolu. V této době Vysoká porta oznámila všeobecnou amnestii pro rebely v Rumélii, snad aby se zaměřila na Pazvantoğlua, který se stal nejvlivnějším z nich.

## Správce Vidinu
Podle informací Meriage se Osman Pazvantoğlu nepokrytě ujal moci ve Vidinu v roce 1794 – s tisícovkou vojáků pronikl do pevnosti a donutil velitele Aliho pašu, aby ho jmenoval správcem, načež nechal pobít své odpůrce v místních úřadech a nahradil je svými kumpány. Již na začátku své administrativy ve Vidinu zahájil Osman Pazvantoğlu aktivní spolupráci s krdžaliji působícími v ostatních částech Rumélie. Když byli pod tlakem, stáhli se do Vidinu, kam převedli majetek, který získali během svých tažení, a obnovili svou sílu. Zdá se, že sám Pazvantoğlu dostával podíl z jejich kořisti, která se stala základem jeho pověstného bohatství – svými vlastními prostředky snadno podporoval desetitisícovou armádu a financoval veřejné práce ve městě. Zároveň krdžalijům zamezil loupit na svém majetku – počátkem roku 1794 tak vidinští janičáři napadli v Berkovici 600 krdžalijů, kteří se tam v čele s Küçükem Süleymanem vrátili po rabování v okolí Plevenu a Lovče, a asi 100 jich zabili.
Krátce poté, co se Osman Pazvantoğlu stal vidinským správcem, vyhnal z města jeho velitele Aliho pašu. Na jeho místo byl jmenován sandžak-bej z Bosny, ale Pazvantoğlu zosnoval vraždu jeho dvou synů, pak mu poslal vstříc armádu, aby ho na cestě do Vidinu zabila. 16. června 1795 se janičáři s posilami od Pazvantoğlua pokusili dobýt Bělehrad a útok se podařilo zadržet až na vnitřním opevnění. V reakci na to se vláda pokusila zmobilizovat jednotky a zorganizovat tažení proti Vidinu. Některé zdroje hovoří o obléhání města od září, ale zdá se, že šlo o rozmístění malého počtu provládních jednotek v různých vesnicích kolem Vidinu, protože Pazvantoğluovy jednotky se střetly s vládními jednotkami až u dědiny Medkovec a dodávky zásob přicházely do Plevenu ovládaného jeho stoupenci. V únoru 1796 úřady ofenzívu vzdaly a Pazvantoğlua znovu amnestovaly.
Po amnestii se úřady znovu pokusily odstranit krdžalije v Thrákii, přičemž mnoho krdžalijů se přesunulo na sever od Staré planiny. Zdá se, že Pazvantoğlu, již nazývaný Vidin Abdi paša, zachoval neutralitu a dovolil správci Abdi pašovi naverbovat v okolí 3 000 vojáků a vyslat je proti krdžalijům na východ. Na druhé straně vládní zprávy spojují s Pazvantoğluem akce krdžalijů až po Dobrič včetně dobytí Trnova v únoru 1797. V březnu 1797 Osman Pazvantoğlu dobyl a vyplenil Nikopol, hlavní osmanskou pevnost v severním Bulharsku, a vydal prohlášení, v němž se prohlašuje za obránce osmanských tradic před zkorumpovanou mocí a reformami evropského stylu a hrozí, že se objeví v Istanbulu se stotisícovou armádou. Přestože se z Nikopole stáhl, dostal pod svou kontrolu území až po Gabrovo, Trnovo a Svištov a kromě krdžalijů se k němu dobrovolně přidávalo mnoho osad, které lákaly nižší daně a tolerantnější přístup ke křesťanům.
V květnu 1797 byl za zprostředkování valašského knížete Alexandra Ypsilantiho Pazvantoğlu znovu omilostněn, veřejně se distancoval od krdžalijů ve středním severním Bulharsku a v létě dokonce dostal rozkaz zásobovat proti nim bojující vládní jednotky proviantem. Ve skutečnosti pokračoval v udržování svých vazeb s krdžaliji, zatímco manévroval mezi nepřátelskými bejlerbeji Rumélie a Anatolie – Hadži Mustafem pašou a Allem pašou. V říjnu vláda oznámila novou amnestii pro krdžalije a o něco později se Allo paša vrátil se svými jednotkami do Anatolie. Okamžitě poté Pazvantoğlu dobyl zpět Nikopol, aniž by narazil na odpor, a pak s jednotkami vedenými Kara Mustafou postoupil na východ směrem k Ruse, kontrolovanému Ismailem Trısteniklioğluem, a k Bukurešti.
Nájezd Osmana Pazvantoğlua na Valašsko, odkud získal nemalé kontribuce, vyvolal paniku ve vládě v Istanbulu, která se v té době v souvislosti s jeho činy scházela téměř denně. Tažením proti Vidinu byl pověřen Hadži Mustafa paša, proběhl nábor velké armády a byla přijata zvláštní opatření, která měla zabránit průchodu krdžalijů a albánských žoldáků na sever od Staré planiny. Poprvé od začátku nepokojů na Balkáně sultán požadoval, aby şeyhülislam vydal na konci listopadu čtyři fatvy a proti Pazvantoğluovi vyhlásil džihád. Janičáři a obyvatelstvo v celé Rumélii byli vyzýváni, aby prohlásili věrnost vládě.
Začátkem prosince vyslal Pazvantoğlu do Istanbulu vyslance, který zahájil jednání s úřady, že zůstane vládcem Vidinu a obdrží nejvyšší vojensko-správní hodnost v říši – „paša se třemi culíky“. O několik dní později vláda jednání přerušila a vyslance popravila. Připravila skvělé tažení, zmobilizovala 80 tisíc lidí z celého Balkánu a dokonce i z východní Anatolie. Rozsah příprav by tak velký, že bylo nutné přesvědčit sousední země o mírových záměrech sultána vůči nim. Osman Pazvantoğlu přitom nadále ovládal velkou část severního Bulharska a jeho jednotky podnikaly útoky proti Pirotu a Sofii, dostaly se do blízkosti Varny a oblehly Ruse.

## Obléhání Vidinu
Velký pochod začal na začátku roku 1798 a v reakci na to Pazvantoğlu soustředil své jednotky k Vidinu – obléhání Ruse bylo zrušeno a Sofie byla opuštěna. Současně podnikl nové pokusy o dobytí Bělehradu, přičemž Rakušané hrozili, že proti němu použijí svou flotilu. V březnu silisterský válí Giurgi Osman paša dobyl Nikopol, ale u Vidinu Pazvantoğlu odrazil významné síly Aliho paši Janinského, který vedl dvojí politiku – měl významný podíl ve vládní armádě, ale s Pazvantoğluem udržoval aktivní kontakty. Pazvantoğlu zároveň obvinil valašského vojvodu Konstantina Chandžeriho ze smrti svého vyslance v Istanbulu a zahájil nové tažení do Valašska, které vyvolalo vlnu uprchlíků z Olténie.
Pazvantoğluova armáda byla složena z janičářů od Vidinu a z východního Srbska, ale většinou z krdžalijů. Bylo mezi nimi také mnoho křesťanů, jako Korčo vojvoda a Kondo vojvoda, což byli Bulhaři z Makedonie a Velko vojvoda.
Vládním vojskům se podařilo obklíčit Vidin koncem května nebo začátkem června 1798, kdy tam dorazila říční flotila a velitel celého tažení Kapudan paša a zeť sultána Küçüka Hüseyina paši. Obléhání se účastnilo kolem 70 000 mužů. Dělostřelecké ostřelování města začalo začátkem května a vládním jednotkám se podařilo dobýt dvě vnější opevnění, což je stálo 2 400 obětí. 20. května (podle jiných zdrojů – 1. června) zahájil Hüseyin paša masivní útok na město, ale jeho jednotky se rozprchly, a když je rebelové pronásledovali, utrpěly tisícové ztráty. Té noci způsobila posádka Calafatu vládní flotile těžké škody. Neúspěch útoku byl přičítán rumelijskému bejlerbejovi Hadži Mustafovi pašovi, který byl ze své funkce odvolán a o něco později vyhnán do exilu.
Koncem července 1798 zahájil Osman Pazvantoğlu z Vidinu soustavné útoky na obléhající armádu, rozprášil jednotlivé jednotky a odvezl jejich zásoby do pevnosti. Krátce poté opustil Ali Tepedelenli obležení úplně a vrátil se do Albánie s odvoláním na nebezpečí napadení po začátku francouzského egyptského tažení. V samotném obleženém Vidinu vznikla občanská nespokojenost vedená jmenovaným velitelem města Hadži Hapti pašou, kterého však Pazvantoğlův kumpán Idris Molla zabil a povstání bylo v zárodku potlačeno.
Blížící se zima postavila obě strany do obtížné pozice. V noci před 26. říjnem zaútočilo 800 Pazvantoğluových jezdců z na tábor Küçüka Hüseyina paši. Ve vzniklém zmatku začal těžký střet mezi samotnými obléhateli – jednotky Küçüka Hüseyina paši bojovaly s vojáky Ali paši a utrpěly značné ztráty. Téhož rána Hüseyin paša zrušil obléhání Vidinu a vládní jednotky se stáhly do okolních měst Niše, Belogradčiku, Berkovitci, Lomu a Orjachova a z neúspěchu byl obviněn a popraven Allo paša.
Přes úspěch při obraně Vidinu se Osmanu Pazvantoğluovi nepodařilo zahájit protiofenzívu, protože jeho potenciální akce byly blokovány habsburskou monarchií a Ruskem. Habsburkové umístili svá vojska v Zemunu a Rusko vstoupilo do otevřeného spojenectví s Osmanskou říší a soustředilo vojenské jednotky podél řeky Dněstr v připravenosti k postupu na Vidin. V lednu 1799 se ruští diplomaté setkali s Pazvantoğluem a dali mu ultimátum, aby zastavil své nájezdy na Valašsko. Žádosti dočasně vyhověl navzdory velkému významu těchto nájezdů pro jeho finance a pro udržení nižších daní v severním Bulharsku. Pazvantoğlu hledal vnější podporu u Francie, ale žádné formální aliance se mu nepodařilo dosáhnout, ani získat jakoukoli praktickou pomoc.

## Vládce Vidinu

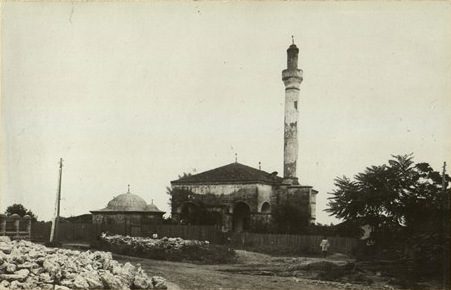
Mešita Osmana Pazvantoğlua (1920)

Mezi únorem a červencem 1799 vláda vyjednávala s Osmanem Pazvantoğlu o jeho omilostnění a nabídla mu titul paši a funkce v různých částech říše. Nakonec se mu podařilo získat nejvyšší titul „paša se třemi culíky“ a oficiální jmenování guvernérem Vidinského pašaliku. V následujících měsících opravoval pevnost poškozenou obléháním a intenzivně se zásoboval zbraněmi a střelivem. Zároveň znovu vstoupil do lokálních střetů s Trısteniklioğluem a jeho protivníky v Deliormaně a Dobrudži aktivně podporoval i vojenskými posilami.
Začátkem roku 1800 navštívil Pazvantoğlua vrbický deribej Çingiz Mehmed Geray a podle zvěstí předávaných Sofroniem Vračanským se oba dohodli předložit nároky Gerayů na dědictví osmanské dynastie, přičemž Çingiz Geray by se stal sultánem a Osman Pazvantoğlu jeho vezírem. V následujících měsících Pazvantoğluovi podřízení a spojenci dobyli Trnovo a část Pomoří, oblehli Šumen a Nikopol a ohrožovali Niš.
V srpnu 1800 osmanská vláda veřejně oznámila zahájení nového tažení proti Pazvantoğluovi, ale nepodnikla téměř žádné praktické kroky. Valašský kníže Alexander Muruzi zahájil mobilizaci v Olténii, v reakci na níž byly z Vidinu zorganizovány útoky na protější břeh Dunaje a Pazvantogluovi spojenci zneškodnili Trısteniklioğlua v jemu podřízené oblasti u Nového Pazaru a Kozludži. V srpnu se vládní jednotky pokusily dobýt Pleven, ale byly odraženy a na konci září se jim podařilo dobýt Nikopol, kterou Pazvantoğlu dobyl předchozí měsíc. V říjnu a listopadu zorganizoval Pazvantoğlu krdžalijské tažení do Thrákie, který vedl Kara Feizi a dosáhl Edirne a rozprášil všechny proti němu vyslané vládní jednotky.
V letech 1800 až 1803 působil ve Vidinu Sofronij Vračanský jako pravoslavný biskup. Opustil svou diecézi ve Vrace kvůli nepokojům a přijel do Vidinu, protože Pazvantoğluův kandidát na vidinského biskupa a jeho blízký přítel Kalinik nebyl dlouho oficiálně vysvěcen.
V zimě 1800 – 1801 byl Pazvantoğlu znovu pod tlakem ruské strany kvůli jeho akcím v Olténii. Dopisy Pazvantoğlua, Çingize Geraye a biskupa Kalinika Vidinského na ruský konzulát v Bukurešti vysvětlovaly přítomnost vidinských jednotek obchodní blokádou uvalenou osmanskými úřady a navrhovaly stažení jednotek obou stran z Olténie. Zasazovali se také o vidinského obchodníka Neďalka Popoviče, poradce Pazvantoğlua a ruského poddaného, který do Vidinu vyvážel zásoby z Valašska. Mezitím císař Pavel I. vytvořil zvláštní vojenský sbor a nabídl osmanským úřadům vojenskou intervenci k potlačení povstání v severním Bulharsku, ale sultán Selim III. nabídku odmítl. Pod hrozbou ruské vojenské intervence se Pazvantoğlu stáhl z východních částí Olténie, ačkoli v oblasti vzplála rolnická povstání na jeho podporu. Pazvantoğlu vyslal jednotky, které se vrátily z Olténie na západ a jih – v únoru a březnu 1801 dobyl Berkovicu, Kladovo a Negotin, ohrožoval Niš a na něj napojené skupiny krdžalijů kontrolovaly celou oblast mezi Nišem a Sofií. V květnu mu osmanská vláda oficiálně odebrala titul paši.
Na podzim roku 1801 vyslal Osman Pazvantoğlu svou diplomatickou misi do Francie, včetně Neďalka Popoviče a řeckého duchovního Polisoa Kondona žijícího ve Vídni. Byli přijati ministrem zahraničí Charlesem Mauricem de Talleyrand a nabídli mu vojensko-politické spojenectví výměnou za uznání nezávislého regionu pod vládou Pazvantoğlu a Çingiz Geraye. Jejich mise byla neúspěšná, protože Francie už v té době vyjednávala s Osmanskou říší o míru.
Počátkem roku 1802 vedly osmanské úřady jednání s rakouskými představiteli, aby přesvědčily Pazvantoğlua dobrovolně přejít se svým majetkem a společníky na habsburské území. V té době dorazil do Vidinu Rakušan Von Hönig, který pomohl vylepšit jeho opevnění, a Pazvantoğluův generál Manaf Ibrahim znovu zaútočil na Valašsko, což přerušilo jednání mezi oběma zeměmi. V srpnu přijal Pazvantoğlu další amnestii osmanské vlády.
V únoru 1802 překročila armáda valašského knížete Mihaie Șutua Dunaj a odrazila Pazvantoğluovy jednotky od Kladova a Negotinu. V reakci na to zaútočil na Olténii, ale byl odražen se značnými ztrátami. Další tažení vedené Manafem Ibrahimem bylo lépe připraveno, začalo v dubnu a dostalo celé valašské území na západ od Oltu pod Pazvantogluovu kontrolu. Postup vyvolal paniku a vlnu uprchlíků, přičemž samotné hlavní město Bukurešť opustil kníže a velká část obyvatelstva. Pazvantoğlu se však s Ruskem dohodl, že Olt nepřekročí, výměnou za to byl v srpnu opět osmanskými úřady amnestován a jeho tituly byly oficiálně obnoveny.
Na podzim roku 1802 vydal sultán oficiální rozkaz k rozpuštění svých jednotek podél Dunaje, čímž fakticky vyklidil území mezi řekou a Starou planinou, které po několik dalších let zůstalo rozděleno mezi Osmana Pazvantoglua na západě a Ismaila Trısteniklioğlua na východě. V té době oba zahájili aktivní vojenské operace o kontrolu nad Trnovem a jeho okolím.
V lednu 1803 vedl Manaf Ibrahim nové tažení do Valašska, kde shromáždil značné množství peněz a proviantů, které poslal do Nikopole, již trvale ovládané Pazvantoğluem. V dubnu se na ruské naléhání stáhl, ale brzy bylo jasné, že Rusko vojensky nezasáhne, jinak by to vytvořilo precedens, který by Francii také umožnil okupovat povstalou Moreu. Již v dubnu byl Manaf Ibrahim opět na Valašsku, bojoval s jednotkami Trısteniklioğlua, poté překvapivě dobyl Tutrakan a spojil se s Pazvantogluovým dlouholetým spojencem, silisterským ajanem Süleymanem Yılkoğluem. Nedlouho poté se Manaf Ibrahim a Yılkoglu dostali do konfliktu a Manaf Ibrahim se vzdal se svými jednotkami obléhajícímu Trısteniklioğluovu generálu Mustafovi Bayraktarovi. Ibrahim byl přijat Trısteniklioğluem, ale koncem roku byl na jeho rozkaz zabit a jeho hlava poslána do Istanbulu.

## Konec života

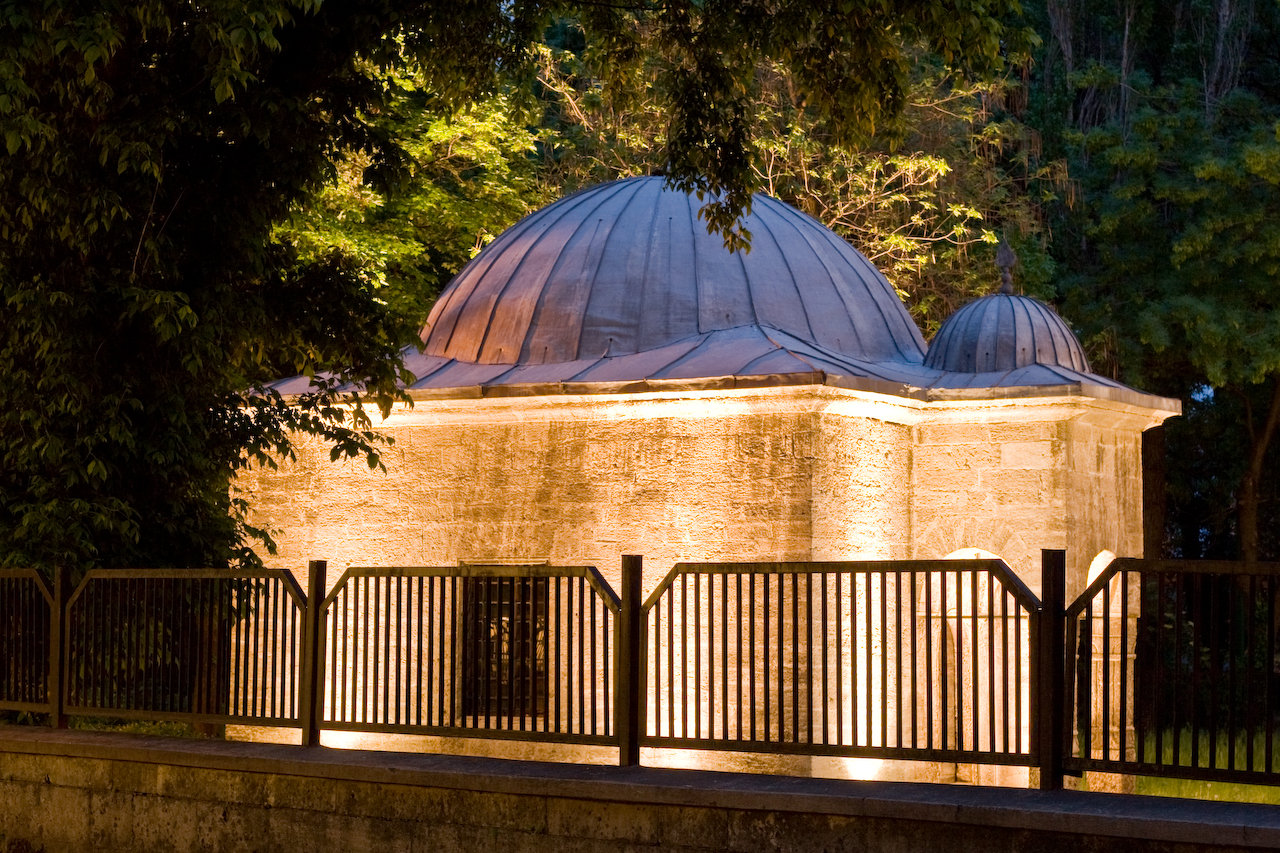
Knihovna Osmana Pazvantoğlua ve Vidinu

Rok 1804 znamenal pro Osmana Pazvantoğlua začátek série neúspěchů. Po porážce a smrti Mahafa Ibrahima následovalo účinné potlačení krdžalijů v Thrákii místními ajany a zdá se, že to byl důsledek roztržky mezi Pazvantoğluem a nejvýznamnějším vůdcem krdžalijů Karou Feizim. Radikální změnu situace na Balkáně způsobilo srbské povstání, které začalo v únoru 1804 a jehož důvodem byla svévole několika bývalých bělehradských janičářů, Pazvantoğluových spojenců. S jejich podporou nespěchal, ale poslal do Bělehradu tisíc vojáků v čele s Guşancalım Halilem, ale zdroje nejsou jednotné v tom, kterou stranu konfliktu podporovali. Svým křesťanským poddaným přitom udělal výrazné ústupky, zajistil jim místní samosprávu, zaručil jim zachování výše daní a podporoval stavbu kostelů. V průběhu roku 1805 bojoval Guşancal Halil v Srbsku spolu s povstalci Karađorđe Petroviće proti vládním jednotkám a Pazvantoğlu vydal prohlášení vítající srbské úspěchy.
Navzdory Pazvantoğluově snaze udržet si podporu svých křesťanských poddaných se zdálo, že napětí roste a mnoho křesťanů, včetně členů kontingentu Guşantaşı Halila, přeběhlo ke Karađorđovým jednotkám. Pazvantoğlu sám náhle zničil nastolenou rovnováhu tím, že obvinil skupinu křesťanských vůdců Vidinu, včetně metropolity Kalinika, ze spiknutí na podporu srbského povstání 16. ledna 1806 a popravil je v kostele Svaté Petky.
Osman Pazvantoğlu zemřel ve Vidinu 17. února 1807, poté jej vystřídal jeho pokladník Idris Molla.

## Hodnocení
Separatistické nepokoje byly pro Bulhary v Podunají katastrofální – trpěli vládou a separatistickými osmanskými armádami, byli vystaveni drancování a strádání. Obyvatelstvo se rozprchlo, opustilo své domovy, skrývalo se v lesích nebo překročilo Dunaj. Hornické vesnice Komoštica, Rasovo, Orsoja a Slivata zanikly. Ve Vălčedrămu zůstalo pouze 12 domů, v dědinách Černi Vrăh 5 – 6, Kriva Bara 15, Ključova Machala 10 atd. Nekonečné bratrovražedné války v Osmanské říši vylidnily celý pobřežní pás kolem Dunaje a tyto úrodné země zůstaly dlouho neobdělávané. Sultán je znovu osídlil v letech 1812 – 1820 a přilákal Bulhary, kteří uprchli z Valašska po čiprovském povstání, aby pracovali na opuštěných pozemcích. Takto vznikly tzv. „valašské vesnice“: Labec, Cibǎr-Varoš, Kule-machla, Kaluger-machla, Razgrad machla a Krumovo.
Za Osmana Pazvantoğlua byla ve Vidinu postavena Křížová kasárna janičářů a mešita Osmana Pazvantoğlua s přilehlou knihovnou.